# Торговая площадь (Дзержинск)
Торго́вая площадь — площадь Дзержинска. Расположена в Четвертом кольце города.

## История
Площадь расположена в Четвертом кольце города Дзержинска. В 1992 году площадь назвали Торговой из-за большого количества магазинов. Здания на площади сделаны в стиле модерн. Открытое пространство площади замощено бетонными плитами.

## Примечательные здания и сооружения

### Здания

#### Магазин «Универмаг»
Здание, как и «Дом мебели», представляет собой огромный магазин. Перед магазином построен фонтан.

#### Торговый центр «Росси»
Здание, раньше бывшее кинотеатром «Россия», украшает собой северную часть площади.

#### «Три богатыря»
Так называются высотные дома, расположенные западней площади.